# Acta diurna
«Acta diurna» — лат. «Ежедневные события» («Acta publica» — публичные акты, документы) — официально утвержденная публикация сообщений, практиковавшаяся в Древнем Риме со времён Цезаря и послужившая прототипом современных периодических изданий. Таблички с начертанными на них сообщениями ежедневно выставлялись в людных местах — таких, как Римский форум.
Основание такого ежедневного издания, по указанию Светония, принадлежит Юлию Цезарю, в год его первого консульства, то есть 59 до н. э. Издание для публики сенатских актов, или ведомостей, куда входили делавшиеся сенату предложения, происходившие по ним прения, донесения полководцев и наместников, послания правителей иностранных государств, решения и ответы сената, было прекращено ещё при Августе, но обнародование хроники ежедневной римской жизни продолжалось и позже и прекратилось, быть может, только с перенесением столицы в Константинополь B 330. Последнее дошедшее до нас указание на это издание относится ко времени императора Проба, то есть к последней четверти III века.
Acta diurna отличались от Анналов (которые были прекращены в 133 г. до н. э.) тем, что в последних фиксировались только значимые и наиболее важные вопросы, тогда как в первых были записаны события с меньшей значимостью. Подлинных фрагментов не сохранилось, но из существующих довольно многочисленных отсылок к Acta diurna римского народа следует, что в них помещались:
- события в жизни выдающихся в государстве лиц, а во время империи — и всех лиц, принадлежавших к императорскому семейству (их рождение, общественные и государственные отличия, смерть, похороны и т. п.);
- государственные дела: императорские повеления, сенатские постановления и прения (насколько обнародование их было допускаемо), распоряжения разных властей;
- судебные процессы и вообще хроника городской римской жизни, а также интересные случаи всякого рода: постройка, переделка или разрушение публичных зданий, события в жизни знатных домов, пожары, необычайные явления природы и даже городские слухи.

Полной свободой этот орган древнеримской жизни не мог пользоваться в период империи. Находясь под непосредственным влиянием правительства, он нередко служил его политическим целям, но вместе с тем содержал в себе массу известий и потому читался с жадностью не только в Риме, но и в провинциях. Из Тацита известно, что обвинитель знаменитого своей оппозицией Нерону сенатора и философа Тразеи Пета, между прочим, говорил: «Ежедневная римская газета читается по провинциям и по войскам с большим рвением, чтобы знать, чего Тразея не сделал».